# Processo di Bernoulli
In teoria delle probabilità un processo di Bernoulli è un particolare processo aleatorio discreto, ossia una famiglia numerabile (X1, X2, ...) di variabili aleatorie indipendenti aventi la medesima legge di Bernoulli B(p).
Un processo di Bernoulli può essere considerato come una sequenza di lanci di una moneta (eventualmente anche truccata). Ogni singolo lancio è detto prova di Bernoulli.
In particolare, essendo le variabili indipendenti, vale la mancanza di memoria: la probabilità di una prova di Bernoulli non è influenzata dal risultato delle precedenti (che quindi non possono fornire alcuna informazione sulla nuova prova).

## Variabili aleatorie
Ogni singola variabile aleatoria Xi può fornire due soli risultati: il successo (1) o il fallimento (0), con rispettive probabilità p e q=1-p:
{\displaystyle P(X_{i}=1)=p;}
{\displaystyle P(X_{i}=0)=q=1-p.}
Il numero di successi dopo n prove è dato dalla variabile aleatoria
{\displaystyle S_{n}=X_{1}+X_{2}+\ldots +X_{n},}
che segue la legge binomiale B(n,p), con probabilità
{\displaystyle P(S_{n}=k)={n \choose k}p^{k}q^{n-k}}
uguale al numero di sequenze di k successi e n-k fallimenti, moltiplicato per la probabilità che una qualunque di queste si verifichi.
Il numero di lanci necessari per ottenere un successo è dato da una variabile aleatoria N che segue la legge geometrica di rapporto q:
{\displaystyle P(N=n)=P(S_{n-1}=0)\cdot P(X_{n}=1)=q^{n}{\frac {p}{q}}.}
Più in generale, il numero di lanci necessari per ottenere k successi è dato da una variabile aleatoria Nk di legge
{\displaystyle P(N_{k}=n)=P(S_{n-1}=k-1)\cdot P(X_{n}=1)={n-1 \choose k-1}p^{k}q^{n-k};}
in particolare, il numero di fallimenti è dato dalla variabile aleatoria Pk = Nk-n, di legge di Pascal (o binomiale negativa) P(p,k)
{\displaystyle P(P_{k}=r)=P(N_{k}=r+k)={r+k-1 \choose k-1}p^{k}q^{r}=(-1)^{k}{-r \choose k}p^{k}q^{r}.}

## Applicazioni
In statistica un processo di Bernoulli (a tempo finito) viene utilizzato come modello per il campione di una popolazione della quale si vuole determinare la proporzione p che verifica una certa proprietà.
Ogni processo di Bernoulli (con p qualunque) può venire utilizzato per originare, tramite l'estrazione di Von Neumann, un nuovo processo di Bernoulli le cui prove seguono la legge B(1/2). Questo metodo è particolarmente utilizzato nella teoria della complessità computazionale e prevede di raggruppare le originali prove di Bernoulli a coppie successive; se i due elementi sono diversi si prende il valore del primo, mentre se sono uguali la coppia viene scartata, come ad esempio:
| 11 | 10 | 11 | 01 | 01 | 01 | 00 | 11 | 01 | 01 | 01 | 01 | 01 | 10 | 10 | 11 | 00 | 10 | 10 | 10 | 11 | 01 | 01 | 00 | 10 | 10 |
|    | 1  |    | 0  | 0  | 0  |    |    | 0  | 0  | 0  | 0  | 0  | 1  | 1  |    |    | 1  | 1  | 1  |    | 0  | 0  |    | 1  | 1  |

Questo metodo sfrutta l'uguaglianza delle probabilità
{\displaystyle P(X_{2n}=0,X_{2n+1}=1)=P(X_{2n}=1,X_{2n+1}=0)=pq;}
e siccome 2pq è al più 1/2, la lunghezza della stringa finale risulta mediamente essere lunga non più di un quarto della stringa iniziale.

## Funzione di Bernoulli
Un processo di Bernoulli può essere interpretato come una misura sullo spazio di Morse delle successioni di 0 e 1, o sull'intervallo {\displaystyle [0,1]} dei numeri reali in base binaria (la successione è la loro espressione decimale). In particolare, per p=1/2 si ottiene una misura uniforme.
Poiché ogni prova ha uno o due possibili risultati, una sequenza di tentativi può essere rappresentata dalle cifre binarie di un numero reale. Quando la probabilità p = 1/2, tutte le possibili distribuzioni sono ugualmente verosimili, e quindi la misura della σ-algebra del processo di Bernoulli è equivalente alla misura uniforme nell'intervallo unitario: in altre parole, i numeri reali sono uniformemente distribuiti sull'intervallo unitario.
L'operatore di shift, che "elimina" la prima cifra mandando ogni cifra nella precedente: {\displaystyle T(x_{1},x_{2},x_{3},\ldots )=(x_{2},x_{3},x_{4},\ldots ),} equivale alla moltiplicazione per 2 modulo 1, o funzione di Bernoulli: {\displaystyle b(\alpha )=\{2\alpha \}=2\alpha -[2\alpha ]}, dove {\displaystyle \{2\alpha \}} è la parte frazionaria di {\displaystyle 2\alpha }.
La funzione di Bernoulli è un modello esattamente risolubile di caos deterministico. L'operatore di trasferimento, o operatore di Rouelle, di quest'applicazione è risolubile: i suoi autovalori sono potenze di 1/2 e le sue autofunzioni sono i polinomi di Bernoulli.

## Generalizzazioni
La generalizzazione del processo di Bernoulli al caso multinomiale (più di due possibili risultati) è chiamata schema di Bernoulli o  modello delle prove ripetute e indipendenti.